# HAT-P-1b
HAT-P-1b هو كوكب خارج المجموعة الشمسية  يقع تقريبا على بعد  450 سنة ضوئية من الأرض  حول نجم يشبة الشمس في كوكبة العظاءة
 يطلق علية ADS 16402 B ‏ في نظام ADS 16402 الثنائي .
اكتشف الكوكب من قبل  مشروع هاتنيت (شبكة التلسكوبات المجرية الآلية) باستخدام تليسكوبات في أريزونا وهاواي وأعلن عن هذا الاكتشاف في 14 2006 وهو أول  كوكب خارج المجموعة الشمسية يكتشفة المشروع.

## خصائص
HAT-P-1b مشتري حار قريب جداً من نجمه على بعد 0.05561 وحدة فلكية فقط ويستغرق فقط 4.47 يوم لإكمال مدارة في الوقت الحالي القياسات الحالية ليست كافية لتحديد انحراف مدار الكوكب ، لذلك يفترض المكتشفون أن مدار الكوكب دائري ومع ذلك تم حساب انحراف الكوكب المداري بما لا يزيد عن 0.067. في  أغسطس 2008 تم حساب تأثير روسيتر-ماكلولين لكوكب HAT-P-1b  وكذلك زاوية ميلان مدار الكوكب عن خط استواء النجم وكانت  +3.6 ± 2.0 درجة.